# Ann Battelle
Ann E. Battelle, później Ayad (ur. 18 stycznia 1968 w Yonkers) – amerykańska narciarka, specjalistka narciarstwa dowolnego. Jej największym sukcesem jest złoty medal w jeździe po muldach wywalczony podczas mistrzostw świata w Meiringen. Ponadto na tych samych mistrzostwach zdobyła także brązowy medal w jeździe po muldach podwójnych. Jej najlepszym wynikiem olimpijskim jest 7. miejsce w jeździe po muldach podwójnych na igrzyskach olimpijskich w Salt Lake City.
Najlepsze wyniki w Pucharze Świata osiągnęła w sezonie 1999/2000, kiedy to zajęła 3. miejsce w klasyfikacji generalnej, w klasyfikacji jazdy po muldach wywalczyła małą kryształową kulę, a w klasyfikacji jazdy po muldach podwójnych była druga. także w sezonie 1998/1999 triumfowała w klasyfikacji jazdy po muldach.
W 2002 r. zakończyła karierę.

## Osiągnięcia

### Igrzyska olimpijskie
| Miejsce | Dzień     | Rok  | Miejscowość    | Konkurencja      | Zwycięzca            |
| ------- | --------- | ---- | -------------- | ---------------- | -------------------- |
| 21.     | 13 lutego | 1992 | Albertville    | Jazda po muldach | Donna Weinbrecht     |
| 8.      | 12 lutego | 1994 | Lillehammer    | Jazda po muldach | Stine Lise Hattestad |
| 10.     | 11 lutego | 1998 | Nagano         | Jazda po muldach | Tae Satoya           |
| 7.      | 9 lutego  | 2002 | Salt Lake City | Jazda po muldach | Kari Traa            |

### Mistrzostwa świata
| Miejsce | Dzień       | Rok  | Miejscowość | Konkurencja      | Zwycięzca            |
| ------- | ----------- | ---- | ----------- | ---------------- | -------------------- |
| 9.      | 13 marca    | 1993 | Altenmarkt  | Jazda po muldach | Stine Lise Hattestad |
| 4.      | 18 lutego   | 1995 | La Clusaz   | Jazda po muldach | Candice Gilg         |
| 4.      | 8 lutego    | 1997 | Iizuna      | Jazda po muldach | Candice Gilg         |
| 1.      | 10 marca    | 1999 | Meiringen   | Jazda po muldach | -                    |
| 3.      | 14 marca    | 1999 | Meiringen   | Muldy podwójne   | Sandra Schmitt       |
| 17.     | 19 stycznia | 2001 | Whistler    | Jazda po muldach | Kari Traa            |
| 6.      | 21 stycznia | 2001 | Whistler    | Muldy podwójne   | Kari Traa            |

### Puchar Świata

#### Miejsca w klasyfikacji generalnej
- sezon 1991/1992: 37.
- sezon 1992/1993: 48.
- sezon 1993/1994: 19.
- sezon 1994/1995: 20.
- sezon 1995/1996: 14.
- sezon 1996/1997: 13.
- sezon 1997/1998: 11.
- sezon 1998/1999: 4.
- sezon 1999/2000: 3.
- sezon 2000/2001: 24.
- sezon 2001/2002: 5.

#### Miejsca na podium
1. Kirchberg – 22 lutego 1995 (Jazda po muldach) – 3. miejsce
2. Whistler Blackcomb – 13 stycznia 1996 (Jazda po muldach) – 3. miejsce
3. Altenmarkt – 15 marca 1996 (Jazda po muldach) – 3. miejsce
4. La Plagne – 13 grudnia 1996 (Jazda po muldach) – 3. miejsce
5. Tignes – 8 grudnia 1996 (Muldy podwójne) – 2. miejsce
6. Breckenridge – 24 stycznia 1997 (Jazda po muldach) – 3. miejsce
7. Kirchberg – 21 lutego 1997 (Muldy podwójne) – 2. miejsce
8. Hundfjället – 13 marca 1997 (Jazda po muldach) – 1. miejsce
9. Tignes – 6 grudnia 1997 (Muldy podwójne) – 3. miejsce
10. La Plagne – 20 grudnia 1997 (Jazda po muldach) – 2. miejsce
11. La Plagne – 20 grudnia 1997 (Jazda po muldach) – 2. miejsce
12. Mont Tremblant – 11 stycznia 1998 (Jazda po muldach) – 2. miejsce
13. Whistler Blackcomb – 24 stycznia 1998 (Jazda po muldach) – 1. miejsce
14. Breckenridge – 30 stycznia 1998 (Jazda po muldach) – 1. miejsce
15. Mont Tremblant – 9 stycznia 1999 (Jazda po muldach) – 3. miejsce
16. Mont Tremblant – 9 stycznia 1999 (Jazda po muldach) – 3. miejsce
17. Steamboat Springs – 16 stycznia 1999 (Muldy podwójne) – 3. miejsce
18. Whistler Blackcomb – 30 stycznia 1999 (Jazda po muldach) – 1. miejsce
19. Inawashiro – 17 lutego 1999 (Jazda po muldach) – 1. miejsce
20. Madarao – 20 lutego 1999 (Jazda po muldach) – 1. miejsce
21. Madarao – 20 lutego 1999 (Jazda po muldach) – 1. miejsce
22. Tandådalen – 27 listopada 1999 (Muldy podwójne) – 3. miejsce
23. Whistler Blackcomb – 5 grudnia 1999 (Muldy podwójne) – 2. miejsce
24. Deer Valley – 8 stycznia 2000 (Jazda po muldach) – 2. miejsce
25. Heavenly Valley – 22 stycznia 2000 (Jazda po muldach) – 1. miejsce
26. Madarao – 29 stycznia 2000 (Muldy podwójne) – 2. miejsce
27. Inawashiro – 5 lutego 2000 (Jazda po muldach) – 1. miejsce
28. Iizuna – 10 lutego 2001 (Muldy podwójne) – 2. miejsce
29. Madarao – 10 marca 2002 (Jazda po muldach) – 2. miejsce
30. Ruka – 16 marca 2002 (Jazda po muldach) – 3. miejsce

- W sumie 9 zwycięstw, 10 drugich i 11 trzecich miejsc.